# 제프리 얼 쇼리
캐서린 제프리 얼 쇼리(1954년-)주교는 미국 성공회(The Episcopal Church)의 수좌주교(Presding Bishop)이다. 미국 성공회 첫 번째 여성 관구장(Primate) 곧 미국 성공회를 대표하는 여성 성직자이다.

## 경력
- 1954년 스웨덴 이민가정에서 태어남
- 로마 가톨릭 신자였으나,8살때 성 안드레아 성공회 교회(St. Andrew's Episcopal Church)를 다니기 시작하면서 성공회로 전향함.
- 1974년 스탠퍼드 대학교에서 생물학(Biology)을 공부.
- 1977년, 1973년 오리건 주립대학교에서 해양학oceanography으로 학위취득(Master of Science,Ph.D)
- 태평양 신학교(Church Divinity School of the Pacific)에서 신학 석사(Master of Divinity)취득
- 오리건주의 굿 사마리탄 교회에서 사제(Rector)로 목회.
- 2001년 네바다 교구 주교로 서품
- 가족으로는 배우자인 리처드 쇼리 오리건 주립대학교 교수, 공군 장교로 복무중인 딸 캐서린이 있음.
- 2006년 미국 성공회의 수좌주교로 서품.